# AnitaB.org
AnitaB.org (anteriormente Instituto Anita Borg de Mujeres y Tecnología, e Instituto de Mujeres de Tecnología) es una organización mundial sin fines de lucro con sede en Palo Alto, California. Fundado por las científicas en informática Anita Borg, PhD y Telle Whitney; el objetivo principal del instituto es reclutar, retener y hacer avanzar a las mujeres en la tecnología.
El programa más destacado del instituto es Grace Hopper celebración de la mujer en la computación, la reunión más grande del mundo de mujeres en informática. De 2002 a 2017, AnitaB.org fue dirigida por Telle Whitney, quien fue cofundadora de la Grace Hopper celebración de la mujer en la computación con Anita Borg.
AnitaB.org actualmente está dirigida por Brenda Darden Wilkerson, exdirectora de Ciencias de la Computación y Educación en Informática de las Escuelas Públicas de Chicago (CPS) y fundadora de la iniciativa original "Ciencias de la Computación para Todos".

## Historia
AnitaB.org fue fundada en 1997 por las científicas informáticas, Anita Borg, PhD y Telle Whitney, PhD como el Instituto para Mujeres en Tecnología. El instituto fue precedido por dos de sus programas actuales: Systers y la conferencia Grace Hopper celebración de la mujer en la computación. Systers, la primera comunidad en línea para mujeres en informática, fue fundada en 1987 por Anita Borg. En 1994, Borg y Whitney organizaron la primera Grace Hopper celebración de la mujer en la computación.
Anita Borg fue directora general del Instituto de la Mujer en la Tecnología de 1997 a 2002. En 2002, Telle Whitney se convirtió en la Presidenta y directora, y en 2003, el instituto pasó a llamarse Instituto Anita Borg de Mujeres y Tecnología. En 2017, Telle Whitney se retiró y Brenda Darden Wilkerson asumió el cargo de Presidenta y directora. La organización también fue renombrada como AnitaB.org.

## Misión
Su misión es aumentar el impacto de las mujeres en todos los aspectos de la tecnología y aumentar el impacto positivo de la tecnología en las mujeres del mundo.

## Actividades

### Grace Hopper celebración de la mujer en la computación (GHC)
La Grace Hopper celebración de la mujer en la computación es la reunión de mujeres en informática más grande del mundo. Nombrada en honor de la Contralmirante Grace Murray Hopper, la conferencia es presentada por AnitaB.org y la Asociación de Maquinaria Computacional (ACM). La conferencia presenta sesiones técnicas y sesiones de carrera, que incluyen conferenciantes principales, una sesión de pósteres, feria de carreras y ceremonia de premiación. La conferencia de 2017 se llevó a cabo en Orlando, Florida. La conferencia de 2018 se llevó a cabo en Houston, Texas.
El Foro Técnico Ejecutivo, que se celebra anualmente en la Grace Hopper celebración de la mujer en la computación, reúne a ejecutivos de tecnología de alto nivel para discutir desafíos y soluciones para reclutar, retener y promover mujeres técnicas. También se lleva a cabo un taller de dos días para maestros de ciencias de la computación K–12 en la conferencia, organizada por la Asociación de Maestros de Ciencias de la Computación y AnitaB.org.

### Grace Hopper celebración de la mujer en la computación India
La Grace Hopper celebración de la mujer en la computación India es la conferencia más grande para mujeres técnicas en India. Establecida en 2010, la conferencia de dos días sigue el modelo de Grace Hopper celebración de la mujer en la computación e incluye varias pistas con conferenciantes principales, paneles, sesiones de redes sociales y una sesión de pósteres.

### Consorcio Regional Grace Hopper
El Consorcio Regional Grace Hopper es una iniciativa de AnitaB.org, la Asociación de Maquinaria Computacional (ACM) y el National Center for Women & Information Technology (NCWIT). Las conferencias regionales de dos días atraen entre 50 y 200 asistentes e incluyen conferenciantes principales, sesiones de pósteres, mesas redondas, talleres de desarrollo profesional, sesiones de pluma (Twitter) y presentaciones de investigación. Hasta la fecha ha habido 17 conferencias regionales, con 12 conferencias programadas.

### Premios Abie
Los Premios Abie honran a las tecnólogas y a las que apoyan a las mujeres en la tecnología. Hay un total de ocho Premios Abie: el Premio Abie de Liderazgo Técnico, el Premio Abie de Estudiante de Visión, el Premio Abie de Tecnólogo Emergente, el Premio Abie de Educación en honor a A. Richard Newton, el Premio Abie de Impacto Social, el Premio Abie de Emprendimiento Tecnológico, el Premio Abie de Líder Emergente en honor de Denice Denton, y el Premio Abie al agente de cambio. 
Anteriormente, AnitaB.org organizó un banquete anual de premios a la visión de la mujer donde se presentaron tres premios Abie. Sin embargo, se decidió que era más apropiado presentar los Premios Abie en la Grace Hopper celebración de la mujer en la computación (GHC). El último banquete anual de premios a la visión de la mujer se celebró en 2016.
Ahora, se presentan cinco Premios Abie en cada GHC (el Premio Abie de Liderazgo Técnico y el Premio Abie de Estudiante de Visión se otorgan cada año, mientras que los premios restantes se alternan cada año). Los anteriores ganadores del Premio Abie incluyen a: Mary Lou Jepsen, Kristina M. Johnson, Mitchell Baker, Helen Greiner, Susan Landau, Justine Cassell, Deborah Estrin, Leah Jamieson, Duy-Loan Le, Radia Perlman, y Pamela Samuelson.

### Premio Anita Borg a la Mejor Compañía para Mujeres Técnicas
El premio Anita Borg a la mejor compañía para mujeres técnicas reconoce a las empresas por su reclutamiento, retención y promoción de mujeres técnicas. El primer premio Anita Borg a la mejor compañía para mujeres técnicas fue otorgado a IBM en 2011. Los destinatarios posteriores incluyen:
- 2012  American Expres.[27]
- 2013  Intel corporation[28]
- 2014 Bank of America[29]
- 2015  BNY Mellon[30]
- 2016  ThoughtWorks[31]

### Anita Borg Mejor Compañía para Talleres Técnicos de Mujeres
El Anita Borg Mejor Compañía para Talleres Técnicos de Mujeres brinda cobertura de las mejores prácticas para reclutar, retener y hacer avanzar a las mujeres técnicas. Representantes de diferentes empresas aprenden unos de otros y comparten prácticas. Las empresas que participaron en el taller de 2011 incluyeron a CA Tecnologías, Cisco, Google, IBM, Intel Empresa, Intuit, Búsqueda de Microsoft, SAVIA, y Symantec.

### TechWomen
TechWomen es un programa de tutoría e intercambio profesional financiado por la Oficina de Asuntos Educativos y Culturales Departamento de Estado de los Estados Unidos. El programa trae a 38 mujeres técnicas, de 25 a 42 años de edad, de Medio Oriente y África del Norte a los Estados Unidos para un programa de tutoría de cinco semanas en empresas de tecnología en Silicon Valley. La iniciativa es administrada por el Instituto de Educación Internacional, en asociación con AnitaB.org..

### Comunidades en línea
AnitaB.org ejecuta varias listas de correo electrónico y grupos en línea que conectan a las mujeres técnicas. Systers es la mayor comunidad de correo electrónico de mujeres técnicas en informática del mundo y es anterior a AnitaB.org, fundada en 1987 por Anita Borg. Systers ofrece un espacio privado y de género exclusivo para mujeres en informática para hacer preguntas personales y técnicas.

### Comunidades locales
Las comunidades locales de AnitaB.org, generalmente conocidas como ABI.local, son una red de comunidades organizadas localmente que reúne a mujeres tecnólogas de ciudades de todo el mundo. Estas comunidades organizan eventos y reuniones, donde las mujeres en la tecnología se conectan, encuentran nuevas oportunidades y alcanzan sus objetivos profesionales. ABI.local se ha presentado en varias ciudades del mundo, incluyendo Chicago, Londres, Nairobi, Ámsterdam, Seattle, Tokio, Houston, Nueva York, Delhi y más.

### Investigación
AnitaB.org publica una investigación sobre el estado de las mujeres en la tecnología. Los informes anteriores se han centrado en mujeres técnicas de nivel medio, minorías étnicas en informática, mujeres técnicas de alto nivel y más.

## Socios corporativos
AnitaB.org está respaldado por socios corporativos dentro y fuera del sector de la tecnología. Los socios notables actuales incluyen:
- Amazon
- Cisco
- Facebook
- Google
- HP
- IBM
- Intel
- Intuit
- Microsoft
- National Science Foundation (NSF)
- National Security Agency (NSA)
- SAP
- Sysmantec
- Thomson Reuters
- Salesforce.com

En 2017, Forbes, Fortune y otros medios notificaron, en particular, que la organización rompió los lazos con Uber por su trato a las empleadas y la falta de compromiso.